# Chris Holt
Chris Holt (ur. 5 czerwca 1985 w Vancouver, Kanada) – amerykański hokeista pochodzenia kanadyjskiego, reprezentant USA.
Poza hokejem hobbystycznie zajął się muzyką - grą na gitarze i śpiewem. Podczas kontraktu w Dinamo Ryga wraz z łotewskim zespołem Iron Wolf nagrał płytę z coverami utworów Colbie Caillat. Nagrywa także swoje interpretacje innych wykonawców.

## Kariera
- Billings Bulls (2001-2002)
- U.S. National U18 Team (2003-2005)
- Hartford Wolf Pack (2005, 2007, 2008)
- Charlotte Checkers (2005-2008)
  -  New York Rangers (2005)
- Peoria Rivermen (2008-2009)
  -  Alaska Aces (2009)
  -  St. Louis Blues (2009)
  -  Elmira Jackals (2009)
- Binghamton Senators (2009-2010)
- Dinamo Ryga (2010-2012)
- Awtomobilist Jekaterynburg (2012-2013)
- Donbas Donieck (2013)
- Ritten Sport (2014)
- Orli Znojmo (2014-2015)
- Braehead Clan (2015-2016)

Od stycznia 2013 zawodnik ukraińskiej drużyny Donbas Donieck związany rocznym kontraktem. W sierpniu 2013 jego umowa została rozwiązana za porozumieniem stron. W sezonie 2013/2014 nie grał. Od lipca 2014 zawodnik włoskiego klubu Ritten Sport w lidze Serie A. Od listopada 2014 zawodnik czeskiego klubu Orli Znojmo w lidze EBEL. Od czerwca 2015 zawodnik szkockiego klubu Braehead Clan w brytyjskich rozgrywkach Elite Ice Hockey League. 27 marca 2016 ogłosił zakończenie kariery.

## Sukcesy
- KHL (2011/2012):
  - Mecz Gwiazd KHL - zwycięstwo w konkursie bramkarzy podczas turnieju umiejętności
  - Piąte miejsce w klasyfikacji meczów bez straty gola w sezonie zasadniczym: 5